# کارلو اورلاندی
کارلو اورلاندی (ایتالیایی: Carlo Orlandi؛ ۲۳ آوریل ۱۹۱۰ – ۲۹ ژوئیه ۱۹۸۳) بوکسور اهل ایتالیا بود.